# Dąbrowa Szlachecka
Dąbrowa Szlachecka is een plaats in het Poolse district Krakowski, woiwodschap Klein-Polen. De plaats maakt deel uit van de gemeente Czernichów en telt 621 inwoners.